# 桂本万葉集

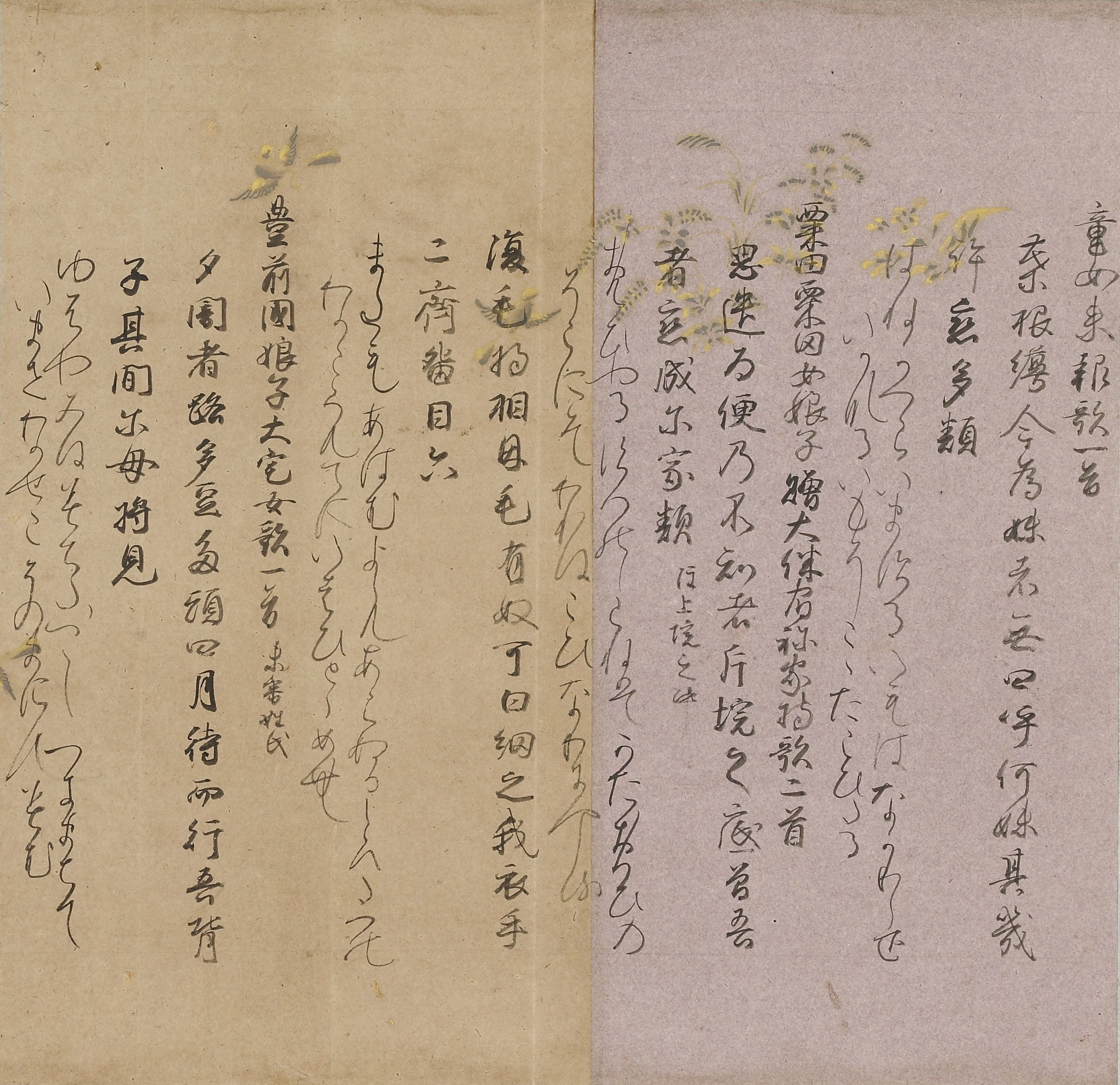
野村美術館所蔵の栂尾切

桂本万葉集（かつらぼんまんようしゅう）とは、現存する最古の万葉集の写本。巻第四のみが残り、零巻(典籍の、大部分は残るが一部を欠いたもの)1巻（御物）及び40葉ほどの断簡(典籍の部分的な断片)が諸家に分蔵される。断簡はとくに栂尾切（とがのおぎれ）とよばれる。
伝称筆者は零巻が紀貫之で断簡は源順。実際は高野切第二種の系統の筆跡であることから源兼行またはその流れを汲むものと考えられている。書写年代は11世紀後半ごろ。

## 概要
桂本万葉集及びその断簡である栂尾切は、万葉集の巻第四の写本であり、五大万葉集（桂本・藍紙本・金沢本・元暦校本・天治本）のひとつで、現存最古の万葉集写本と考えられている。現時点では僚巻(複数巻より成る典籍において他巻を相互に呼ぶ呼称)は見つかっていない。
料紙は、縦26.9cm横50.2cmで、草赤紫茶藍のつけ染めと白紙。金銀泥で花鳥草木などの下絵が描かれ、天地に墨界が引かれている。
歌は万葉仮名書きと仮名書き併記。作者名や詞書が歌より一段高く書かれるという特殊な書式をもつ。仙覚の万葉集識語「凡序題并端作詞指挙書之、詩歌引下書之事者、古書之習歟」から、古体の書式とうかがえる。
現存零巻は、上記料紙を16枚継いだものが残る。行数は493行で全109首。巻首45首を欠き、9枚目までに57首、また152首欠け、巻尾まで52首存し、最後3首を欠く。すなわち巻第四の歌309首のうち200首を欠くが、そのうち60首ほどが、40点ほど残る断簡栂尾切に確認される。

## 伝来
桂本万葉集の裏面の継目には伏見天皇の花押が押されており、その所蔵にあったようだ。元亀以降元和以前に前田家に伝来。中箱に「此一箱芳春院加賀大納言利家室年来所持紀貫之有自筆奥書而関白秀次公所望入見参之処截端奥書被押手鑑云々」とあって、前田利家室芳春院が所持していた折、豊臣秀次が冒頭と奥書を切り取る。現存零巻は巻頭と巻末が切られているが、これは秀次によるものだとわかる。その後、利家四男前田利常を経て、その四女富子の嫁ぎ先である八条宮（桂宮）に贈られ、明治時代の八条宮断絶の際に明治天皇に献上されて御物となった。
栂尾切については、付属する極札や鑑定類は古いものが多く、江戸時代の前半には相当数が切られていた。なお、栂尾切の名称の由来は不明。一部が栂尾に伝来したとうかがえる。初出は『増補古筆名葉集』「栂尾切　四半万葉真名カナ哥二行書　金銀下画花鳥岩水草アリ」。